# Большой Одер
Большой Одер — деревня в Тулунском районе Иркутской области России. Входит в состав Нижнебурбукского муниципального образования. Находится примерно в 58 км к юго-западу от районного центра — города Тулун.

## Население
| 2002 | 2010 | 2011 | 2012 |
| ---- | ---- | ---- | ---- |
| 36   | ↘31  | →31  | ↗32  |

По данным Всероссийской переписи населения 2010 года в деревне проживал 31 человек (16 мужчин и 15 женщин).